# Volvi
Volvi (tiếng Hy Lạp: ?) là một khu tự quản ở vùng Trung Makedonías, Hy Lạp. Khu tự quản Volvi có diện tích 783 km², dân số theo điều tra ngày 18 tháng 3 năm 2001 là 24454 người.